# خادیال
خادیال (روسی: Хадиял)  یک روستا در ناحیه داغستان در کشور روسیه است.